# Storia breve
Storia breve è il secondo EP del rapper italiano Frah Quintale, pubblicato il 10 giugno 2022 dalla Undamento. 

## Descrizione
L'opera rappresenta l'evoluzione di una relazione amorosa, in cui ogni brano musicale rispecchia ogni fase di questo rapporto. La copertina dell'EP è stata disegnata dallo stesso artista e rappresenta, in senso metaforico, tale evoluzione.

## Tracce
1. Quando finisce – 2:29
2. Nuova fissa – 2:46
3. Love ya – 2:32
4. Pelle – 3:06

## Classifiche
| Classifica (2022) | Posizione massima |
| ----------------- | ----------------- |
| Italia            | 54                |